# 阿部政澄
阿部政澄（1593年（文禄元年）—1628年9月1日（宽永5年8月4日）），日本江户时代武藏国岩槻藩世嗣。
大坂城代阿部正次的长男，母亲是佐原义成的女儿。正室是加藤清正之女·古屋。儿子阿部正能（长男）、女儿（阿部忠秋养女、有马康纯继室）。官职为修理亮。
在大坂之阵，与父一起参战。之后，代替大坂城代的父亲留守岩槻藩，但是在继承家督前病死。被外祖父三浦重成（义次）收为养子的弟弟阿部重次回到阿部家继承家督。
长男正能，被堂兄弟忠秋首位养子而成为武藏国忍藩藩主。女儿也是忠秋的养女。